# محمد فیکرتوف
محمد فیکرتوف (انگلیسی: Mehmed Fikretov؛ زادهٔ ۱۸ نوامبر ۱۹۸۶) وزنه‌بردار اهل بلغارستان است. وی در مسابقات قهرمانی وزنه‌برداری اروپا (۲۰۰۵) و مسابقات قهرمانی وزنه‌برداری اروپا (۲۰۰۸) به مدال برنز رسیده‌است.